# Karl Kröck
Karl Kröck (* 7. März 1897 in Nürnberg; † 17. Juni 1970 ebenda) war ein deutscher Architekt.

## Leben
Geboren als Sohn des Nürnberger Architekten Adolf Kröck studierte Karl Kröck nach dem Ersten Weltkrieg Architektur an der Technischen Hochschule München, unter anderen bei Theodor Fischer. 1919 wurde er Mitglied des Corps Vandalia München. Nach erster praktischer Tätigkeit in München wurde er 1922 in Nürnberg Mitarbeiter im Architekturbüros seines späteren Schwiegervaters Hans Müller. 1926 stieg er zum Mitinhaber auf. 1934 übernahm er das Architekturbüro vollständig. Als Architekt des Neuen Bauens schuf Kröck insbesondere Industriebauten in Nürnberg.

## Bauten
- 1923: Ehemalige Ortskrankenkasse, Karl-Grillenberger-Str.
- 1927: Villa Eismann in Nürnberg
- 1928: Neubauten der Zündapp-Werke in Nürnberg (vernichtet)
- 1929–1930: Verlagshaus der Fränkischen Tagespost (heute Karl-Bröger-Haus) in Nürnberg, Karl-Bröger-Straße 9 (mit Hans Müller)[2]
- 1930–1931: Verwaltungsgebäude des Fränkischen Überlandwerks in Nürnberg, Hainstraße 32–34 (mit Hans Müller) (2019 vernichtet)[3]
- 1940: Neubauten der Victoria-Werke in Nürnberg, Nopitschstraße (vernichtet)
- 1955: Neubauten der Ardie-Werke in Nürnberg, Preißlerstraße (mittlerweile zur Wohnanlage umgebaut)
- 1955–1956: Saalbau der Industrie- und Handelskammer Nürnberg